# Double Album
Double Album je čtrnácté sólové studiové album slovenského zpěváka Miroslava Žbirky. Vydáno bylo 5. října roku 2018. Stejně jako jeho předchozí album Miro (2015) bylo i toto nahrané ve studiu Abbey Road v Londýně. Jeho producentem byl opět Rob Cass a hráli na něm například Robbie McIntosh, Hamish Stuart a Blair Cunningham. Autorkou je Míla Fürstová, česká výtvarnice žijící ve Spojeném království. Deska obsahuje jak texty ve zpěvákově rodné slovenštině, tak i písně nazpívané anglicky. Textařem těch anglických je Pete Brown, spolupracovník kapely Cream.

## Seznam skladeb

### CD 1
Autorem hudby je Miroslav Žbirka, texty napsali Miroslav Žbirka, Jožo Urban (4) a Kamil Peteraj (5).
1. Dievča (na lásku nie je čas)
2. Práve ty
3. Čistý svet (feat. Ráchel Skleničková)
4. Ten hlas
5. Áno
6. Každý chce byť naj
7. Undergrant
8. Skúška snov (feat. Katarína Knechtová)
9. Mám čo som chcel
10. Nie som sám
11. S dôverou
12. Charlie
13. Len tak
14. Márny boj

### CD 2
Autorem hudby je Miroslav Žbirka, texty napsal Pete Brown.
1. Darling
2. Society
3. Take Me Home (feat. Eddi Reader)
4. Oh Why
5. Complete
6. Nothing Ever Rhymes
7. Girl You Know
8. Emerald Eyes
9. Little One
10. Long Ago
11. Why Not?
12. Train to Goodbye

## Obsazení
- Miroslav Žbirka – zpěv, doprovodné vokály
- Katarína Knechtová – zpěv, doprovodné vokály
- Ráchel Skleničková – zpěv
- Eddi Reader – zpěv, doprovodné vokály
- Rob Cass – kytara, perkuse, doprovodné vokály
- Pishta Krasnansky – doprovodné vokály
- Martin Niskac – doprovodné vokály
- Janka Szabová – doprovodné vokály
- Janka Balážiová – doprovodné vokály
- Hanka Gálisová – doprovodné vokály
- Blair Cunningham – bicí
- Hamish Stewart – baskytara
- Pearse MacIntyre – baskytara, kytara, klávesy, programování
- Dean Ross – klavír
- Jon Hall – klavír
- George Stewart – klavír